# Butyriboletus subappendiculatus
Butyriboletus subappendiculatus är en sopp i familjen Boletaceae som beskrevs av Aurel Dermek, Jiří Lazebníček och Jaroslav Veselský 1979 som Boletus subappendiculatus. Den flyttades 2014 till det nybeskrivna släktet Butyriboletus av David Arora och Jonathan Frank.